# علي أكبر صالحي
علي أكبر صالحي (24 مارس 1949-)، أكاديمي إيراني ودبلوماسي والرئيس السابق لمنظمة الطاقة الذرية الإيرانية من 2009 إلى 2010 وأيضًا من 2013 إلى 2021. شغل سابقا منصب وزيرا للخارجية من 2010 إلى 2013. وكان أيضًا الممثل الإيراني في الوكالة الدولية للطاقة الذرية من 1998 إلى 2003.كما كان أستاذاً وعميداً لجامعة شريف التكنولوجية، وعضو في الأكاديمية الإيرانية للعلوم والمركز الدولي للفيزياء النظرية في إيطاليا.

## حياته
ولد صالحي في 24 مارس 1949 في كربلاء، العراق لأبوين فارسيين. والده وهو تاجر في كربلاء ولد في قزوين واستقر الكثير من أفراد عائلته في كربلاء لما يقرب من 200 عام وكان لديهم منزل عائلي لكنه هُدم لاحقا. تعلم اللغة العربية من اللعب مع الأطفال الآخرين في الأزقة، في العراق ، التحق بمدرسة إيرانية وفي طفولته كان يبيع السجائر في شوارع كربلاء ليجمع مصروف الجيب.
في عام 1958، عندما أطاح عبد الكريم قاسم بالملك فيصل الثاني، انتقلت عائلته إلى إيران، كان زملاؤه يضايقونه بسبب لهجته ويهينونه. رسب في امتحاناته في سنته الأولى في المدرسة الابتدائية. ثم رغب في البداية في الانتقال إلى دمشق سوريا لإكمال دراسته، لكنه انتقل في النهاية إلى بيروت، لبنان حيث أنهى دراسته الثانوية. حصل على بكالوريوس العلوم في الفيزياء من الجامعة الأمريكية في بيروت عام 1971 ودكتوراه في الهندسة النووية من معهد ماساتشوستس للتكنولوجيا عام 1977.

## مسيرته المهنية
عمل صالحي أستاذ جامعي وكان مستشارًا لجامعة شريف للتكنولوجيا  وعضوًا في أكاديمية العلوم الإيرانية والمركز الدولي للفيزياء النظرية في إيطاليا. شغل منصب مستشار جامعة شريف للتكنولوجيا من عام 1982 إلى عام 1985 ومرة أخرى من عام 1989 إلى عام 1993. أثناء منصب المستشار شارك صالحي في محاولة للحصول على تقنيات ذات استخدام مزدوج من مورد أوروبي وفقًا لديفيد أولبرايت من معهد العلوم والأمن الدولي نقلاً عن حوالي 1600 وثيقة من وثائق التلكس من التسعينيات. كما شغل منصب مستشار جامعة الإمام الخميني الدولية لمدة عامين (1988-1989).
في 18 ديسمبر 2003، وقّع صالحي على البروتوكول الإضافي لاتفاق الضمانات، نيابة عن إيران. وفي 20 يناير 2004، تم ترشيح صالحي لمنصب المستشار العلمي لوزير الخارجية الإيراني.
وفي 13 ديسمبر (12) من عام 2010 عينه الرئيس الإيراني محمود أحمدي نجاد وزيرا للخارجية بالإنابة بعد إقالة منوشهر متكي.
في 26 يونيو 2012 وأثناء زيارة صالحي إلى قبرص بدعوة قبرصية تم اعتقاله من قبل شرطة المطارات في قبرص وذلك بسبب وجود اسمه في قائمة الشخصيات المحظورة من طرف الإتحاد الأوروبي، لكن إطلق سراحه لاحقاً بعد تدخل وزارة الخارجية القبرصية 

## روابط خارجية
- علي أكبر صالحي على موقع مونزينجر (الألمانية)